# Гарральда
Гарральда (баск. Garralda, ісп. Garralda) — муніципалітет в Іспанії, у складі автономної спільноти Наварра. Населення — 203 особи (2009).
Муніципалітет розташований на відстані близько 350 км на північний схід від Мадрида, 32 км на північний схід від Памплони.

## Демографія
Динаміка населення (INE ):

## Галерея зображень

Розташування муніципалітету